# チュニジアワイン

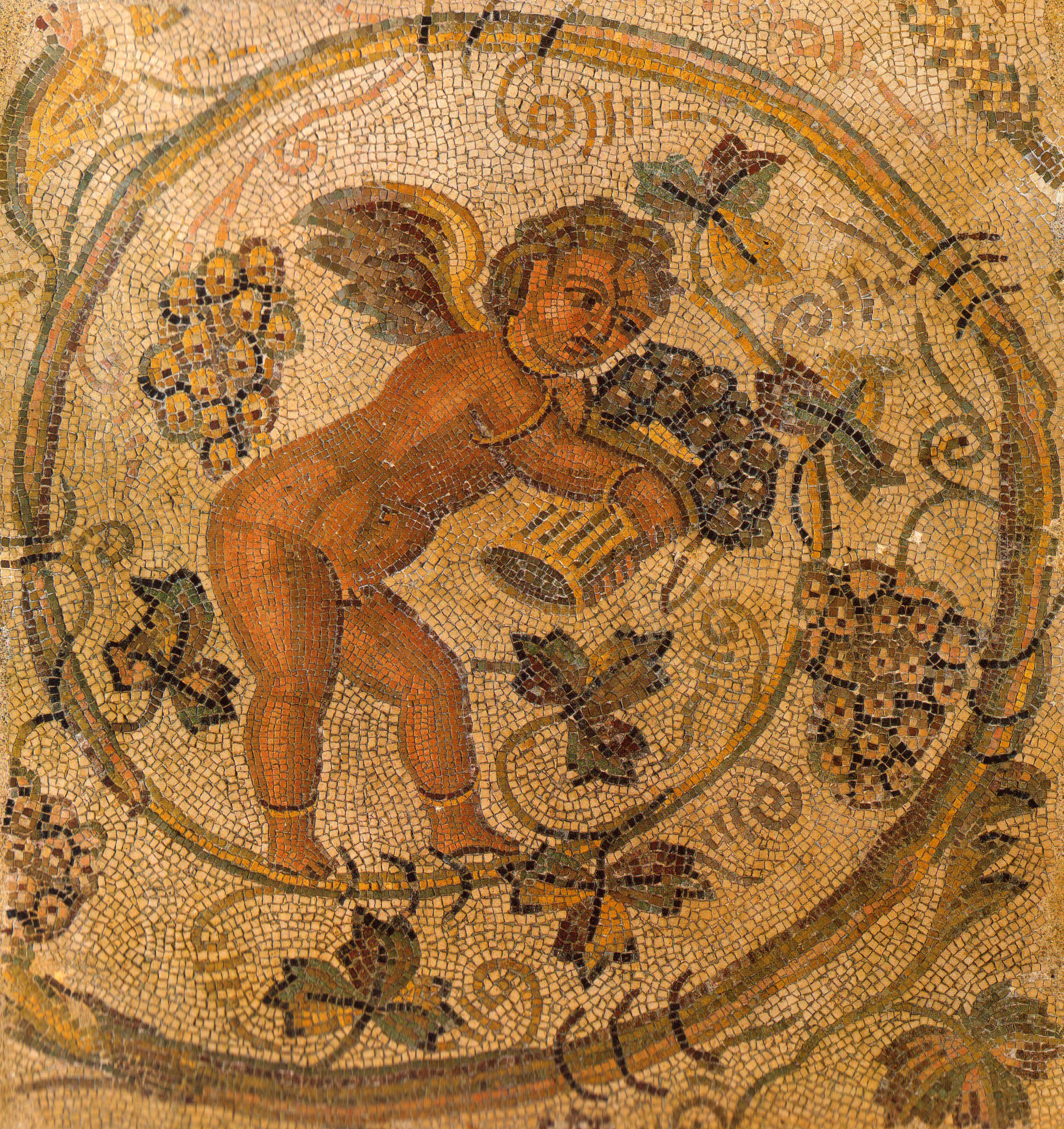
カルタゴでのワイン生産を描いたモザイクの一部、ルーヴル美術館収蔵。

チュニジアワインとは、チュニジア国内で生産されているワインを指す。

## 概要
チュニジアワインの歴史は、古くはフェニキアとカルタゴ（アラビア語およびフランス語読みはカルタージュ）の時代にまで遡る。チュニジアワインはロゼワインの生産が大部分を占める。

## 歴史

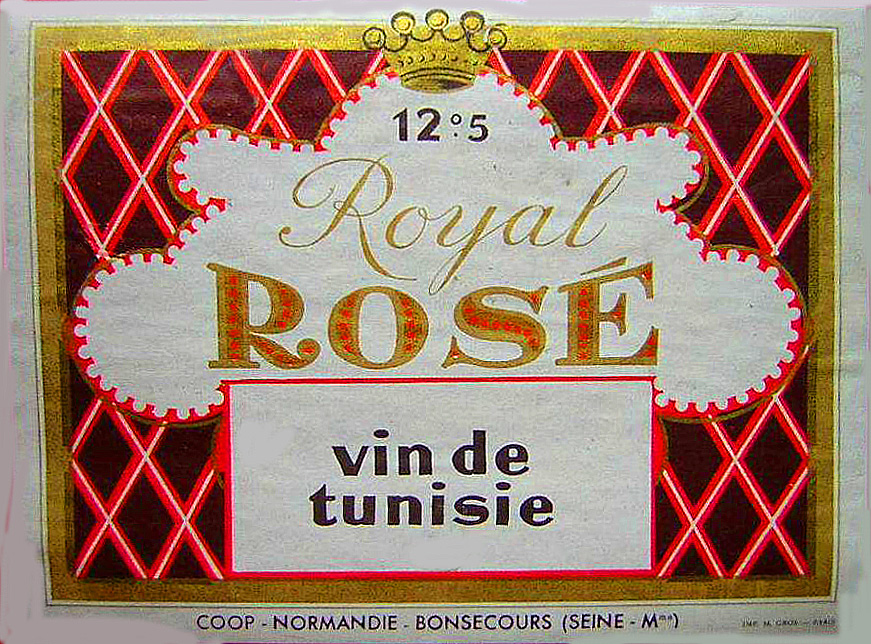
フランスで販売されているチュニジア産ロゼワインのワインラベル

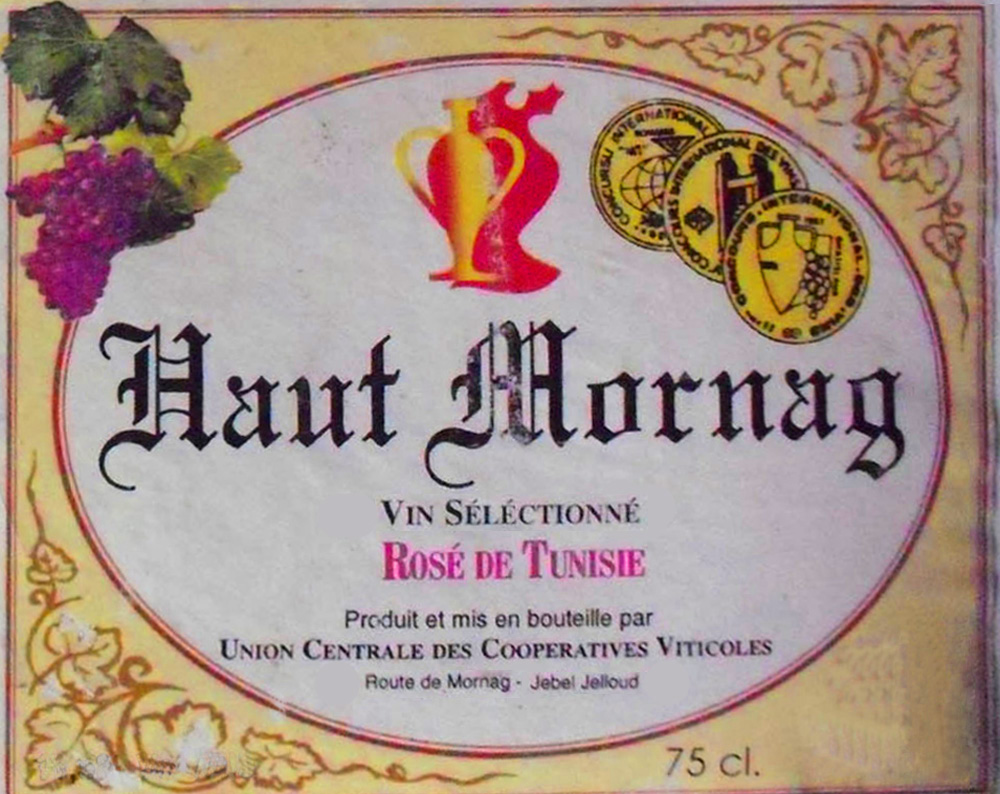
チュニジア産ロゼワインのワインラベル

今日のチュニジア領内でのワイン生産は、カルタゴが成立した際にフェニキア人によって導入されたと推定されている。カルタゴの農学者であるマゴンはワイン生産について自著で触れた。この書籍は後にフェニキア語からラテン語へと翻訳され、コルメラのような後世のローマ帝国の作家により引用された。
ワイン生産は紀元前146年にローマ帝国がカルタゴを占領した後も続いた。紀元後8世紀にアラブ人が現代のチュニジア領土を征服すると、ワインの生産量は減少したものの完全に廃れることはなかった。
1881年にフランスのチュニジア侵攻が起こると、他のマグリブ諸国と同様に大規模ワイン農場経営がチュニジアへと導入された。1956年にチュニジアが独立した後もワイン生産は続いたが、専門的な知識、技術の不足が問題となり、ワイン農場の占める面積は徐々に減少していった。
1990年代後半以降、チュニジアは複数のヨーロッパ企業からワイン産業への投資を受け、2000年代以降ワインの生産量は徐々に増加している。

## 生産
2008年時点で、チュニジアには約31,000haのブドウ農園があり、その内半分以上がワイン生産のために使用されている。また、残りの半分はほぼすべて食用ブドウの生産に使用されている。2000年代初頭時点で、チュニジアのワイン生産の約60～70％がロゼワインで占められており、25～30％が赤ワイン、白ワインの生産は10％以下となっている。

## 生産地域
チュニジアのワイン農場のほとんどはボン岬半島及びその周辺地域に位置している。チュニジアには以下の7つからなるアペラシオン・ドリジーヌ・コントロレ（AOC）認証が採用されている。
- Grand Cru Mornag
- Mornag
- Coteau de Tébourba
- Sidi Salem
- Kélibia
- Thibar
- Côteaux d’Utique

## ブドウの品種
チュニジアでワイン生産に使用するブドウ品種は南フランスのワインと似通った品種を使用することが多い。ロゼや赤ワインの生産に使用されるブドウ品種としては、カリニャン、ムールヴェードル、サンソー、アリカント・ブーシェ、グルナッシュ、シラー、メルローなどが一般的である。また、白ワインでは、マスカット、シャルドネ、ペドロ・ヒメネスなどの品種を使用することが多い。